# Auguste Herbin
Auguste Herbin [ógyst erben] (29. dubna 1882 Quiévy – 31. ledna 1960 Paříž) byl francouzský malíř moderního umění. Nejznámější je jako autor kubistických a abstraktních obrazů složených z barevných geometrických obrazců. Spoluzaložil skupiny Abstraction-Création a Salon des réalités nouvelles, které propagovaly nefigurativní abstraktní umění.

## Životopis
Narodil se v Quiévy, což je obec v departementu Nord v severní Francii. Jeho otec byl řemeslník. Studoval kresbu na École des Beaux-Arts de Lille v letech 1899–1901, poté se usadil v Paříži.

## Kariéra
Jeho tvorbu zpočátku viditelně ovlivnil impresionismus a postimpresionismus. Je to patrné na obrazech, které v roce 1906 poslal na Salon des Indépendants, postupně se nechal ovlivnit fauvismem a vystavoval v roce 1907 na Podzimním salonu. S kubismem začal experimentovat v roce 1909, kdy se přestěhoval do ateliérů Bateau-Lavoir, kde potkal Pabla Picassa, Georga Braqua, Ottu Freundlicha a Juana Grise; v práci v kubistickém stylu byl také povzbuzován přátelstvím se sběratelem umění a kritikem Wilhelmem Uhdem. Jeho dílo bylo vystaveno ve stejné místnosti jako dílo Jeana Metzingera, Alberta Gleizese a Fernanda Légera na Salon des Indépendants v roce 1910. V roce 1912 se účastnil významné výstavy Section d'Or.
V roce 1914, při vypuknutí první světové války, byl pro svou malou výšku osvobozen od vojenské služby a pracoval v továrně na letadla poblíž Paříže.
Po vytvoření svých prvních abstraktních obrazů v roce 1917 upoutal Herbin pozornost Léonce Rosenberga, po první světové válce se stal součástí skupiny kolem Galerie de l'Effort Moderne a od března 1918 do roku 1921 zde několikrát vystavoval svou práci. Herbinovy radikální reliéfy jednoduchých geometrických tvarů složených z barevných kousků dřev jako je jeho obraz Colored Wood Relief, (1921, Paříž, Musée national d'art moderne) zpochybnily nejen status malířského stojanu, ale také tradiční vztah postava-země. Nepochopení, se kterým byly přijaty tyto reliéfy a s tím související design nábytku, bylo zásadní a to i u těch kritiků, kteří byli kubismu nejvíce příznivě nakloněni.Toto odsouzení jeho práce způsobilo, že uposlechl Rosenbergovu radu aby se vrátil k obecně přijímanému stylu. Až do roku 1926 nebo 1927 maloval obrazy ve stylu Nové věcnosti. (Nová objektivita, německy: Neue Sachlichkeit) bylo hnutí v německém umění, které vzniklo kolem roku 1920 jako reakce proti expresionismu.)
Sám Herbin později neuznával své krajiny, zátiší a žánrové scény z tohoto období jako umění, například Bowls Players (1923; Paříž, Musée national d'art moderne), ve kterých byly objekty vyobrazeny prostorově schematicky. Pod vlivem surrealismu se stal zvýšeně kritický k racionálním formám umělecké skupiny De Stijl. Po roce 1927 se Herbin začal zajímat o mikrofotografie krystalů a rostlin a zcela opustil figurativní malbu.
Ve 30. letech spoluzakládal v Paříži skupinu Abstraction-Création a byl vydavatelem a také autorem článků v časopise skupiny Abstraction-Création s názvem "Art non figurativ". Ve druhém čísle časopisu psal proti rostoucímu fašismu a útlaku všeho druhu. Jako člen komunistické "Association des Écrivains et Artistes Révolutionnaires" podepsal prohlášení proti politické lhostejnosti umělců. Kritik stalinismu opustil komunistickou stranu ve 40. letech 20. století.
Na začátku roku 1942 vyvinul Herbin jazyk formy a barvy, jazyk "alphabet plastique". Jeho obrazy stále více sestávají pouze z barevných uspořádání trojúhelníků, kruhů a obdélníků. V roce 1946 byl jedním ze zakladatelů Salon des réalités nouvelles, nástupce skupiny Abstrakce-Création. Později se stal viceprezidentem této skupiny.

## Pozdní život a smrt
Po roce 1953 Herbin ochrnul na pravou stranu těla, což ho donutilo malovat levou rukou. Zemřel v Paříži 31. ledna 1960 ve svých 77 letech. Jeden obraz zůstal nedokončený - motiv obrazu byl založen na slově Fin.
Na počátku 21. století vyrobil Didier Marien z Galerie Boccara, se souhlasem držitelů práv, významnou řadu originálních koberců podepsaných Herbinem. Tyto koberce vystavené ve Francii, ale také v Moskvě, Londýně a New Yorku hrály klíčovou roli v celosvětovém znovuobjevení uměleckých děl Augusta Herbina.

## Veřejně přístupné
Mezi veřejně přístupné sbírky obrazů Auguste Herbina patří:
- Museum de Fundatie, Zwolle, Nizozemsko
- National Galleries of Scotland, Skotsko
- Matisse Museum, Le Cateau-Cambrésis, Francie
- KUNSTEN Museum of Modern Art Aalborg, Dánsko
- Museum of Modern Art, Ceret, Francie